# ドラゴンボール FINAL BOUT
『ドラゴンボール FINAL BOUT』（ドラゴンボール ファイナルバウト）は、1997年8月21日にバンダイから発売されたプレイステーション用対戦型格闘ゲームである。

## 解説
『ドラゴンボール』のゲームではキャラクターにポリゴンを使用した初の作品。手前や奥に移動するなど移動や回避の幅が広がっている。また本作において初めて専用オープニングテーマが付けられた。『ドラゴンボールGT』のキャラクターが多く登場しているのが特徴。
2018年のムックでは、ポリゴン黎明期にありがちであったカクカクのポリゴンで描かれたキャラクター、軽快感に欠ける動作などから、『ドラゴンボール』の格闘ゲームとしては専門メディアによって失敗作扱いされている。しかしBGMや育成モードの「BUILD UP」モードのゲーム性、『ドラゴンボールZ Ultimate Battle 22』のデータを引き継げる点などは評価されており、使用キャラクターが18体登場するのは当時のゲームとしてはかなり多い方ではあった。
開発当初の名前は『ドラゴンボールGT FINAL PLUS（仮）』。チーフプロデューサーの鈴木敏弘は当時、本作を「サブタイトルの通り、ドラゴンボールの最後のゲームになると思います」とコメントしていた。

## 基本操作とシステム
基本システムはスーパーファミコンで発売されていた超武闘伝シリーズから受け継がれている部分が多い。
十字キーとパンチ（□）・キック（○）・エネルギー弾（△）・ガード（×）で構成されている。L1キーと一緒に入力するとダッシュや舞空術、手前・奥移動（地上戦のみ）が可能。
体力ゲージのほかにパワーゲージが存在し、光弾系必殺技を使用する際には一定の気力を必要とする。パワーゲージがなくなるとフラフラになる。×ボタンと□ボタンを押し続けると溜めることが可能。

### デモ必殺技とカウンター
遠距離から必殺技コマンドを入力すると迫力あるデモ必殺技になる。このとき受ける側がカウンターの文字が表示されると同時にコマンドを入力すると防御または反撃できる。
ガード
十字キーと×ボタンを押す。防御してダメージを軽減する。

弾き返す
十字キーと○ボタンと□ボタンを押す。はじき返してダメージを軽減する。

かき消す
十字キーと×ボタンと△ボタンを押す。気でかき消す、気を大幅に消費。

撃ち返す
十字キーと○ボタンと△ボタンと□ボタンを押す。撃ち合いになったら△ボタンを連打、連打に負けたほうがダメージ。

### メテオスマッシュ
相手を一方的に攻める連続攻撃。相手に接近して十字キーとR2ボタンで相手を吹っ飛ばしたらすぐにコマンドを入力。成功率は低くなるが、何度もつなぐことができる。
- パンチラッシュ:相手方向キーと□ボタンと△ボタンを同時押し
- キックラッシュ:相手方向キーと○ボタンと△ボタンを同時押し
- 光線技メテオ:相手方向キーと△ボタンと×ボタンを同時押し

メテオスマッシュ阻止
相手がどのメテオを使うかを予測してメテオを阻止できる。
- パンチラッシュ阻止:十字キーと□ボタンと×ボタンを同時押し
- キックラッシュ阻止:十字キーと○ボタンと×ボタンを同時押し
- 光線技メテオ阻止:十字キーと□ボタンと○ボタンを同時押し

メテオスマッシュ返し
相手がどのメテオを使うかを予測してメテオで反撃できる。
- パンチラッシュ返し:十字キーと□ボタンと△ボタンを同時押し
- キックラッシュ返し:十字キーと○ボタンと△ボタンを同時押し
- 光線技メテオ返し:十字キーと△ボタンと×ボタンを同時押し

## ゲーム内容
対戦

VSCPU
12人のCPU相手と闘うモード。HARDモードのスーパーベビーをライフ3分の2以上残して勝つと超4孫悟空と闘える。

VS2P
対人同士の対戦。

天下一武道会
最大8人で闘えるモード。武舞台か荒野かを選ぶことができる。

BUILD UP
戦わせることによりキャラクターを育成できる。『ドラゴンボールZ Ultimate Battle 22』のデータを引き継げる。

オプション
キーコンフィグやメテオスマッシュ、デモ必殺技のON/OFFを変更できる。

練習モード
技の練習ができる。

さうんどてすと
タイトル画面でL1+L2+R1+R2を押しながらスタートを押すと出現。ゲーム中のBGMや台詞を聞くことができる。
各モードでキャラクター選択の際、SELECTボタンを押しながら決定するとキャラクターがワイヤーフレームになる。

## 登場キャラクター
孫悟空（声：野沢雅子）
『ドラゴンボールGT』でウーブに稽古をつけていた時の悟空。
悟空（声：野沢雅子）
『ドラゴンボールGT』で子供の姿にされた悟空。
パン（声：皆口裕子）
『ドラゴンボールGT』での姿。
トランクス（声：草尾毅）
『ドラゴンボールGT』での姿。
孫悟飯（声：野沢雅子）
『ドラゴンボールZ』の老界王神による潜在能力解放状態。
ベジータ（声：堀川亮）
『ドラゴンボールZ』の魔人ブウ編のコスチュームで登場。
ピッコロ（声：古川登志夫）
神と融合した状態。
フリーザ（声：中尾隆聖）
最終形態。
セル（声：若本規夫）
完全体。
魔人ブウ（声：塩屋浩三）
最終形態（純粋体）。
以下は隠しキャラクターとして登場。
超孫悟空（声：野沢雅子）
上の「孫悟空」の超サイヤ人形態。
SON GOKOU（声：野沢雅子）
『ドラゴンボールZ』の悟空の超サイヤ人形態（山吹色の道着を着ている）。
超悟空（声：野沢雅子）
上の「悟空」の超サイヤ人形態。
超トランクス（声：草尾毅）
上の「トランクス」の超サイヤ人形態。
TRUNKS（声：草尾毅）
未来から来たトランクスの超サイヤ人形態。
ベジット（声：野沢雅子&堀川亮）
超サイヤ人状態。
超4孫悟空（声：野沢雅子）
悟空の超サイヤ人4の状態。
スーパーベビー（声：沼田祐介）
VS CPUでの最終ボス。サイズが他のキャラクターより大きく、プレイヤーキャラクターとして使用することはできない。

## 主題歌
オープニングテーマ
「THE BIGGEST FIGHT 〜激突〜」（作詞: 森由里子、作曲･編曲: 山本健司、歌: 影山ヒロノブ、KUKO）

エンディングテーマ
「君を忘れない」
「THANK YOU!」
（作詞: 森由里子、作曲･編曲: 山本健司、歌: 影山ヒロノブ）
挿入歌
「HERO OF HEROES」（作詞: 森由里子、作曲･編曲: 山本健司、歌: 影山ヒロノブ、KUKO）

## 関連商品
ドラゴンボール FINAL BOUT
山本健司が作曲したゲーム中のBGM、主題歌を収録。1997年9月12日ZAIN RECORDSから発売。
ドラゴンボール 最強格闘BIBLE（Vジャンプ ゲームブックスシリーズ）
本作とプレイステーション用ソフト『ドラゴンボールZ 偉大なるドラゴンボール伝説』と、スーパーファミコン用ソフト『ドラゴンボールZ HYPER DIMENSION』の計3本が1冊になった攻略本。折込ポスターにキャラクターの隠し必殺技を記載。
超サイヤ人4悟空の出現方法が誤記されており、後に『Vジャンプ』 1997年12月号にて訂正記事が載せられた。